# Nephtys chemulpoensis
Nephtys chemulpoensis är en ringmaskart som beskrevs av Jung och Hong 1997. Nephtys chemulpoensis ingår i släktet Nephtys och familjen Nephtyidae. Inga underarter finns listade i Catalogue of Life.